# Anaplecta grandipennis
Anaplecta grandipennis är en kackerlacksart som beskrevs av Henri Saussure och Leo Zehntner 1893. Anaplecta grandipennis ingår i släktet Anaplecta och familjen småkackerlackor. Inga underarter finns listade i Catalogue of Life.